# Oona Laurence
Oona Laurence (New York, 1 augustus 2002) is een Amerikaans actrice, en voormalig jeugdactrice. 

## Biografie
Laurence werd geboren in New York en heeft twee jongere zussen die ook als jeugdactrice actief zijn. 
Laurence begon in 2012 als jeugdactrice met acteren in de televisieserie Louie, waarna zij nog meerdere rollen speelde in televisieseries en films. 
Laurence is naast actrice op televisie ook actief in het theater. Van 2013 tot en met 2017 speelde zij op Broadway de rol van Matilda in de musical Matilda. 

## Filmografie

### Films
Uitgezonderd korte films.
- 2020 A Babysitter's Guide to Monster Hunting - als Liz Lerue
- 2020 What We Found - als Holly
- 2020 Lost Girls - als Sarra Gilbert
- 2019 Big Time Adolescence - als Sophie
- 2017 A Bad Moms Christmas - als Jane
- 2017 The Beguiled - als Amelia "Amy" Dabney
- 2016 Pete's Dragon - als Natalie
- 2016 Bad Moms - als Jane
- 2016 Little Boxes - als Ambrosia
- 2015 Damsel - als Ava
- 2015 Southpaw - als Leila Hope
- 2015 The Grief of Others - als Biscuit Ryrie
- 2015 Lamb - als Tommie
- 2015 I Smile Back - als Daisy
- 2014 A Little Game - als Becky
- 2013 Correcting. Perplexing. Patrick. - als Jessica Barnwell

### Televisieseries
Uitgezonderd eenmalige gastrollen.
- 2018-2021 Summer Camp Island - als Hedgehog (stem) - 80 afl.

- Gemeinsame Normdatei: 1082803790
- International Standard Name Identifier: 0000 0004 6601 7489
- Library of Congress Control Number: no2017167696
- MusicBrainz: 806794d6-5e54-4535-9f82-e65f89009e65
- Système universitaire de documentation: 255708726
- Virtual International Authority File: 26145602348101361567
- WorldCat: E39PBJgmHjrWxq4F9rw67yCqQq